# Manuel Nunes da Cunha

Armas do barão de Poconé.

Manuel Nunes da Cunha, primeiro e único barão de Poconé (Cuiabá, Mato Grosso, 1798 — Mato Grosso, 6 de janeiro de 1871).
Filho de Manuel Antônio Nunes Martins e de Maria Alves da Cunha. Casou-se com sua sobrinha Maria de Aleluia Bueno do Prado, com quem teve sete filhos. Maria de Aleluia Bueno do Prado virou a Baronesa de Poconé.